# Aucha aetha
Aucha aetha är en fjärilsart som beskrevs av Louis Beethoven Prout 1925. Aucha aetha ingår i släktet Aucha och familjen nattflyn. Inga underarter finns listade i Catalogue of Life.